# Pęcław (gemeente)
De gemeente Pęcław (Duits: Puschlau) is een landgemeente in het Poolse woiwodschap Neder-Silezië, in powiat Głogowski.
De zetel van de gemeente is in Pęcław.
Op 30 juni 2004 telde de gemeente 2305 inwoners.

## Oppervlakte gegevens
In 2002 bedroeg de totale oppervlakte van gemeente Pęcław 64,13 km², waarvan:
- agrarisch gebied: 74%
- bossen: 9%

De gemeente beslaat 14,47% van de totale oppervlakte van de powiat.

## Demografie
Stand op 30 juni 2004:
| Omschrijving                   | Totaal | Totaal | Vrouwen | Vrouwen | Mannen | Mannen |
| ------------------------------ | ------ | ------ | ------- | ------- | ------ | ------ |
| eenheid                        | aantal | %      | aantal  | %       | aantal | %      |
| inwoners                       | 2305   | 100    | 1121    | 48,6    | 1184   | 51,4   |
| bevolkingsdichtheid (inw./km²) | 35,9   | 35,9   | 17,5    | 17,5    | 18,5   | 18,5   |

In 2002 bedroeg het gemiddelde inkomen per inwoner 1597,79 zł.

## Wójtowie gminy
- Marek Sadowski
- Artur Jurkowski (od 2006)

## Administratieve plaatsen (sołectwo)
Białołęka, Droglowice, Kotowice-Leszkowice, Pęcław, Piersna, Wierzchownia, Wietszyce, Wojszyn.

## Aangrenzende gemeenten
Głogów, Grębocice, Niechlów, Rudna, Szlichtyngowa